# Mezinárodní asociace skautských sběratelů
Mezinárodní asociace skautských sběratelů (The International Scouting Collectors Association - ISCA) byla založena v roce 2001 jako nezisková asociace se zájmem o podporu skautingu prostřednictvím obchodu a prezentace pamětihodností a historie BSA a skautingu.  ISCA uvádí že její "primárním cílem je vychovávat členy i ostatní, ohledně skautských pamětihodností a propagace ISCA etiky." ISCA vznikla sloučením American Scouting Traders Association (ASTA) a National Scouting Collectors Society (NSCS).
V roce 2012 bylo v asociaci 1 500 členů, ve všech státech USA, a také v 11 zemích po celém světě.
Asociace také vydává čtvrtletník ISCA Journal.